# Stephen Hughes (cầu thủ bóng đá, sinh năm 1919)
Stephen Hamer Hughes (11 tháng 11 năm 1919 - 9 tháng 2 năm 1981) là một cầu thủ bóng đá người Anh thi đấu ở vị trí trung vệ cho Oldham Athletic, Stalybridge Celtic, New Brighton, Tranmere Rovers, và Crewe Alexandra.

## Sự nghiệp thi đấu
Hughes thi đấu cho Oldham Athletic, Stalybridge Celtic, New Brighton, Tranmere Rovers, và Crewe Alexandra. Trong Thế chiến thứ II ông thi đấu với tư cách khách mời cho Notts County, Liverpool, Watford, và Port Vale.

## Thống kê
Nguồn:
| Câu lạc bộ          | Mùa giải            | Hạng đấu             | Giải quốc nội | Giải quốc nội | Khác    | Khác      | Tổng    | Tổng      |
| Câu lạc bộ          | Mùa giải            | Hạng đấu             | Số trận       | Bàn thắng     | Số trận | Bàn thắng | Số trận | Bàn thắng |
| ------------------- | ------------------- | -------------------- | ------------- | ------------- | ------- | --------- | ------- | --------- |
| Oldham Athletic     | 1937-38             | Third Division North | 0             | 0             | 0       | 0         | 0       | 0         |
| New Brighton        | 1938-39             | Third Division North | 17            | 0             | 1       | 0         | 18      | 0         |
| New Brighton        | 1939-40             |                      | 0             | 0             | 3       | 0         | 3       | 0         |
| New Brighton        | Tổng                | Tổng                 | 17            | 0             | 4       | 0         | 21      | 0         |
| Tổng cộng sự nghiệp | Tổng cộng sự nghiệp | Tổng cộng sự nghiệp  | 17            | 0             | 4       | 0         | 21      | 0         |